# Nakye Sanders
Nakye Sanders (Staten Island, Nueva York, 1 de noviembre de 1997) es un baloncestista estadounidense que pertenece a la plantilla del Atenas de la Liga Nacional de Básquet de Argentina. Con 2,03 metros de estatura, juega en la posición de alero. 

## Trayectoria deportiva
Es un alero formado en la Tottenville High School de su ciudad natal hasta 2015, cuando ingresó en la Universidad Duquesne, situada en Pittsburgh, Pensilvania, donde disputó durante dos temporadas la NCAA con los Duquesne Dukes, desde 2015 a 2017.
En 2017, ingresa en la Universidad de Towson, situada en Towson (Maryland), donde disputó durante tres  temporadas la NCAA con los Towson Tigers, desde 2017 a 2020.
Tras no ser elegido en el Draft de la NBA de 2020, no fue hasta septiembre de 2021, cuando firmó su primer contrato profesional con el CD Povoa de la Liga Portuguesa de Basquetebol.
El 13 de marzo de 2023, firmó con el Balıkesir BB de la Türkiye Basketbol Ligi.
El 11 de agosto de 2023, firmó con el SIG Strasbourg de la LNB Pro A francesa.
El 2 de enero de 2025 se unió a Atenas de la Liga Nacional de Básquet de Argentina, proveniente del CEZ Nymburk.